# Język yerakai
Język yerakai (yerekai), także garamambu – język papuaski z prowincji Sepik Wschodni w Papui-Nowej Gwinei (dystrykt Ambunti). Według danych z 2000 r. posługuje się nim 380 osób.
Jego użytkownicy zamieszkują obszar na zachód od jeziora Chambri. Są to dwie miejscowości: Garamambu i Yerikai.
Jego przynależność do języków sepickich jest wątpliwa. Bywa uważany za język izolowany. Podobieństwa leksykalne łączące yerakai z językami ndu mogą wynikać z zapożyczania (dają się wytłumaczyć kontaktem z iatmul).
Istnienie tego języka odnotowano w latach 60. XX w. Nie został bliżej opisany, zebrane materiały ograniczają się do nieopublikowanych list słownictwa i spostrzeżeń terenowych.